# Systellura
Systellura is een geslacht van vogels uit de familie van de nachtzwaluwen (Caprimulgidae). De wetenschappelijke naam van het geslacht is voor het eerst geldig gepubliceerd in 1912 door Ridgway.

## Soorten
De volgende soorten zijn bij het geslacht ingedeeld:
- Systellura decussata – Tschudi's nachtzwaluw
- Systellura longirostris – Vleugelbandnachtzwaluw